# エグゾン・ベイトゥライ
エグゾン・ベイトゥライ（Egzon Bejtulai 、1994年1月7日 - ）は、北マケドニア・テトヴォ出身の元同国代表プロサッカー選手。FCドリタ所属。ポジションはDF。

## 経歴

### クラブ
地元クラブであるFKテテクスでキャリアをスタート。2011年7月30日のFKメタルルグ・スコピエ戦でプロデビューを果たした。
2013年夏、KFシュケンディヤに移籍。2017年11月19日のFKスコピエ戦でプロ初ゴールを決めた。
2020年1月にヘルシンボリIFに移籍したが、出場機会を得られず、同年6月に古巣KFシュケンディヤに復帰した。

### 代表
2016年5月に代表初招集。2017年には U-21代表の一員としてUEFA U-21欧州選手権に出場した。
2018年9月6日、UEFAネーションズリーグのジブラルタル代表戦でフル代表デビューを果たした。